# Live in Los Angeles (álbum de Paul McCartney)
Live in Los Angeles é um álbum ao vivo promocional do cantor britânico Paul McCartney, lançado em janeiro de 2010. Foi gravado durante uma performance surpresa no Amoeba Music em Hollywood, California, no dia 27 de junho de 2007. O disco foi lançado exclusivamente no Reino Unido e na Irlanda por conta de uma promoção do The Mail on Sunday e do Irish Sunday Mail.

## Faixas
1. "Drive My Car" (John Lennon, Paul McCartney) – 2:33
2. "Only Mama Knows" (McCartney) – 3:54
3. "Dance Tonight" (McCartney) – 3:09
4. "C Moon" (McCartney, Linda McCartney) – 3:22
5. "That Was Me" (McCartney) – 3:02
6. "Blackbird" (Lennon, McCartney) – 2:37
7. "Here Today" (McCartney) – 2:38
8. "Back in the U.S.S.R." (Lennon, McCartney) – 2:59
9. "Get Back" (Lennon, McCartney) – 3:53
10. "Hey Jude" (Lennon, McCartney) – 7:08
11. "Lady Madonna" (Lennon, McCartney) – 3:12
12. "I Saw Her Standing There" (McCartney, Lennon) – 3:25

Quatro faixas do álbum (2, 4, 5 e 12) foram previamente lançadas no EP de 2007 do cantor, Amoeba's Secret.